# Laurásia

Laurásia e Gondwana

O supercontinente do norte Laurásia incluía os continentes que hoje constituem o Hemisfério Norte, incluindo a América do Norte, Europa , Ásia do Norte e Japão.
A Laurásia surgiu logo após a divisão da Pangeia. Antes disso, todos os continentes que conhecemos hoje se encontravam em um só; após a modificação, foi dividido em dois: Laurásia e Gondwana. A teoria de que os continentes não estiveram sempre nas suas posições atuais foi sugerido pela primeira vez em 1596 pelo holandês Abraham Ortelius, conhecido como pai do Atlas Moderno.
Ortelius também é responsável pelo Theatrum Orbis Terrarum (1570), considerado um dos primeiros ou o primeiro Atlas da Idade Moderna, uma obra desenhada à mão, com 139 mapas coloridos.
Foi Ortelius quem sugeriu que as Américas "foram rasgadas e afastadas da Europa e África por terremotos e inundações" e acrescentou: "os vestígios da ruptura revelam-se, se alguém trouxer para a sua frente um mapa do mundo e observar com cuidado as costas dos três continentes." Essa ideia de Ortelius seria retomada no século XIX. Há 200 milhões de anos existia um único supercontinente: o Pangeia. Ele se fragmentou há 130 milhões de anos em Laurásia (América do Norte e Eurásia) e Gondwana (América do Sul, África, Índia, Austrália e Antártica) e, há 84 milhões de anos, houve a separação entre a América do Norte e Eurásia e entre a América do Sul, África, Oceania e Índia, que se tornou uma ilha no oceano Índico.
Segundo a teoria da deriva continental, o supercontinente Pangeia dividiu-se há cerca de 225 -200 milhões de anos, tendo-se posteriormente fragmentado até produzir os continentes atualmente existentes. Somente em 1912 é que a ideia do movimento dos continentes foi seriamente considerada como uma teoria científica designada por "Deriva dos Continentes" e publicada em dois artigos pelo meteorologista alemão Alfred Lothar Wegener. Ele argumentou que há cerca de 200 milhões de anos, nos primórdios da Era mesozoica, havia um supercontinente "mãe" - Pangeia - e um gigantesco oceano chamado Pantalassa.
O Pangéia começou a fraturar-se, primeiro se dividiu em dois grandes continentes (Laurásia e Gondwana). Entre os dois, formou-se um mar relativamente raso: o Mar de Tétis.
Laurásia e Gondwana continuaram então a fraturar-se ao longo dos tempos, dando origem aos atuais continentes. A Índia, por exemplo, soltou-se de Gondwana, formando uma ilha. Na Era cenozóica, as formas dos continentes começaram a assemelhar-se às formas atuais.
Uma das evidências mais claras da deriva continental é o "encaixe" quase perfeito entre os litorais leste da América do Sul e oeste da África. A separação entre a África e a América do Sul decorreu da movimentação constante das placas tectônicas sobre o manto, movimento esse que aconteceu em todo o planeta.
Pode-se dizer que a posição dos continentes vem modificando-se no decorrer da história da Terra. Essa constatação é resultado de estudos recentes, realizados principalmente a partir de meados do século XX.
Esse movimento dos continentes deve-se ao movimento das placas tectônicas, responsável também por abalos sísmicos e atividades vulcânicas.